# Trekantsambandet
Trekantsambandet er et vejprojekt som knytter økommunerne Stord og Bømlo sammen med Sveio som ligger på fastlandet, alle tre i i Vestland fylke i Norge.
Vejen blev åbnet 30. april 2001 og består af de to hængebroer Stordabroen og Bømlabroen, lavbroen Spissøybrua og den 7,8 km lange undersøiske tunnel Bømlafjordtunnelen med laveste punkt 260 muh. Stordabroen og Bømlabroen er blandt de største hængebroer i Norge. Projektet binder også øerne Spissøy, Nautøy og Føyno sammen med fastlandet.
Trekantsambandet erstattede de fire færgeruter Valevåg-Skjersholmane, Valevåg-Mosterhamn, Sagvåg-Siggjarvåg og Skjersholmane-Utbjoa.
Projektet kostede til sammen 1.814 millioner kroner da det stod færdig, og er delvis finansieret ved hjælp af bompenge. Bomstationen er placeret på Føyno.
Bømlafjordtunnelen og Stordabroen er en del av Europavej 39, hovedvejen mellem Bergen og Stavanger. Denne del af Trekantsambandet blev åbnet 28. december 2000.
Trekantsambandet bliver nedbetalt hurtigere end det var planlagt. Bømlo kommune ønskede at videreføre bompengeopkrævningen ud over den planlagte periode for at bruge pengene på lokale veje. Dette sagde nabokommunerne nej til, og planerne blev skrinlagt.

## Bømlafjordtunnelen
Undersøisk tunnel på 7.820 m fra Sveio til øen Føyno i Stord kommune. Tunnelens laveste punkt er 260 meter under havoverfladen. Tunnelen har tre kørebaner.

## Stordabroen
Hængebro over Digernessundet, mellem Digernesklubben på Stord og øen Føyno. Længde i alt 1.076 m, hovedspænd på 677 m.

## Bømlabroen
Hengebro over Spissøysundet, mellem Nautøy og Spissøy. Længde i alt 990 m, hovedspænd på 577 m.

## Spissøybroen
Lavbro over Gassasundet, 283 m, fra Spissøy til Klungervika på Bømlo.

## Nye veje
Der er til sammen 21,5 km vej i anlægget. Det er gang- og cykelsti mellem Bømlo og Stord.

## Omkostninger
Totalprisen for Trekantsambandet var 1.814 mill. kr. (2000) fordelt som følger:
- Bømlafjordtunnelen: 476 mill. kr.
- Stordabroen: 433 mill. kr.
- Bømlabroen: 336 mill. kr.
- Spissøybroen: 46 mill. kr.
- Digernestunnelen: 36 mill. kr.
- Vejanlæg: 325 mill. kr.
- Bygherreomkostninger: 172 mill. kr.